# نیورکرکان
شهر نیورکرکان (به فرانسوی: Nieuwerkerken) در شهرستان اسلت  در استان لمبورگ  در منطقه فلاندری در کشور بلژیک واقع شده‌است.